# Lystrosauridae
De Lystrosauridae zijn een groep van uitgestorven synapsiden uit de Dicynodonta.
Naamgever van de familie is Lystrosaurus, lange tijd het enige geslacht uit de Lystrosauridae. In 2002 werd de basale lystrosauriër Kwazulusaurus beschreven, waarvan de fossielen zijn gevonden in de Dicynodon Assemblage Zone van de Zuid-Afrikaanse Beaufortgroep.
De Lystrosauridae hebben zich waarschijnlijk in het Laat-Perm ontwikkeld uit de Dicynodontidae, waarbij Dicynodon trigonocephalus uiterlijk het meest overeenkomt van de Lystrosauridae. Binnen de Dicynodontia zijn de Lystrosauridae het nauwst verwant aan de Dicynodontidae en de Kannemeyeriiformes. De Kannemeyeriiformes vervingen de Lystrosauridae aan het einde van het Vroeg-Trias. Behalve de Lystrosauridae en de Kannemeyeriiformes overleefde ook de kleine niet verwante Myosaurus de grote uitsterving van het Laat-Perm.